# Палац Німфенбург
Палац Німфенбург (нім. Schloss Nymphenburg) — «замок Німфи», бароковий палац на заході Мюнхену в районі Нойхаузен-Німфенбург. Разом із парком Німфенбург і прилеглими територіями формує єдиний палацо-парковий комплекс. Належить до найбільших королівських палаців Європи. Палац слугував головною літньою резиденцією правителів Баварії — династії Віттельсбахів. На сьогодні є одним з найвідвідуваніших туристичних місць Мюнхену.

## Історичний огляд
Палац був подарований курфюрстом Фердінандом Марія своїй дружині Генрієті Аделаїді Савойській у 1664 році на честь народження їх сина Максиміліана II Емануеля, довгоочікуваного нащадка престолу. 
Будівництво велось за проєктом італійського архітектора Аґостіно Бареллі. Центральний корпус був завершений у 1675 році.
Пізніше Макс Емануель брав участь у розширенні палацу — з 1701 року, він розпочав систематичне розширення палацу. Енріко Цукаллі і Джованні Антоніо Віскарді добудували до головного палацу два корпуси. Пізніше південна частина палацу була розширена для конюшні. Для рівноваги на півночі була додана оранжерея. Зрештою для сина Максиміліана Емануеля, імператора Священної Римської імперії Карла VII Альберта, був зведений бароковий особняк. Тут народилися двоє його дітей, Марія Антонія (майбутня дружина курфюрста Саксонії) в 1724 році і Марія Анна Жозефа (майбутня маркграфиня Баден-Бадену) в 1734 році.
У 1716 році Йозеф Еффнер переробив фасад центрального корпусу у французькому барочному стилі з пілястрами.
У липні 1741 року у палаці Карл Альберт підписав Німфенбурзький договір про союз із Францією та Іспанією проти Австрії. Тривалий час палац був улюбленою літньою резиденцією правителів Баварії. 1747 року Макс III Йозеф, курфюрст Баварський, заснував Німфенбурзьку порцелянову мануфактуру. У 1792 році Карл Теодор, курфюрст Баварський, звелів відкрити Німфенбурзький парк для вільного відвідування широким загалом.
У 1825 році в палаці помер Король Максиміліан I Йозеф, а в 1845 році тут народився його правнук король Людвіґ II. 1863 року в палаці Німфенбург відбулася зустріч між Людвігом II та Отто фон Бісмарком, яка стала початком їх довготривалої дружби.
Палац не було пошкоджено під час Революції 1918 року, пізніше його було передано в державну власність під управління Баварського управління державних замків, парків та озер. Під час Другої світової війни палац  переважно залишився неушкодженим — прямим попаданням авіабомби в 1944 році було зруйновано лише частину музею полювання. У 1972 році в парковому комплексі Німфенбург відбулися олімпійські змагання з виїздки (кінний спорт).

## Внутрішня архітектура
Деякі кімнати та зали палацу зберігають оригінальне оздоблення у стилі бароко, інші були пізніше переоздоблені у стилях рококо чи пізнього класицизму. У центральній частині палацу Франсуа де Кювільє створив Парадну залу, заввишки у три поверхи, з багатим мармуровим оздобленням. Фрески були виконані Йоганом Батістом Циммерманом. Центральна фреска урочистої зали зображує сонце у колісниці, під час ходи небом, яку супроводжують інші боги.
На північ від Парадної зали знаходиться вітальня оздоблена виключно коштовним деревом, за нею — зала для аудієнцій, стіни якої прикрашають брюсельські гобелени, колишня спочивальня з альковом. Збережено обстановку малої галереї з портретами придворних дам Версалю, та кімнат, які на вимогу Максиміліана Емануеля були оздоблені у переходному стилі між бароко та рококо — «регенц», але частково зберегли барокові стелі. Тут знаходяться портрети курфюрста та його дружини — Терези Кунігунди. Зі спочивальнею з боку парку межує кабінет Макса III Йозефа. На півночі з паркової сторони розміщені три зали, оздоблені за часів Карла Теодора, які виходять в галерейне крило. У першій залі знаходяться портрети придворних дам (велика галерея Максиміліана Емануеля), другу залу прикрашають гобелени з витканими гербами та геральдичними символами Баварії та Курпфальцу (т.зв. Гербова зала), а в третій знаходяться портрети Карла Теодора та його дружини.

## Сучасний стан
Нині Німфенбург відкритий для відвідування. Водночас залишається резиденцією голови дому Віттельсбахів, з 1996 року герцога Баварії Франца. Для Якобитів, які належать до лінії британських монархів від законного спадкоємця Якова II, голова дому Віттельсбахів є законним спадкоємцем від Стюартів, які претендують на престол Сполученого Королівства Великої Британії і Північної Ірландії, але не проявляють жодної активності.
Неподалік від палацу розташований замок Блютенбург.

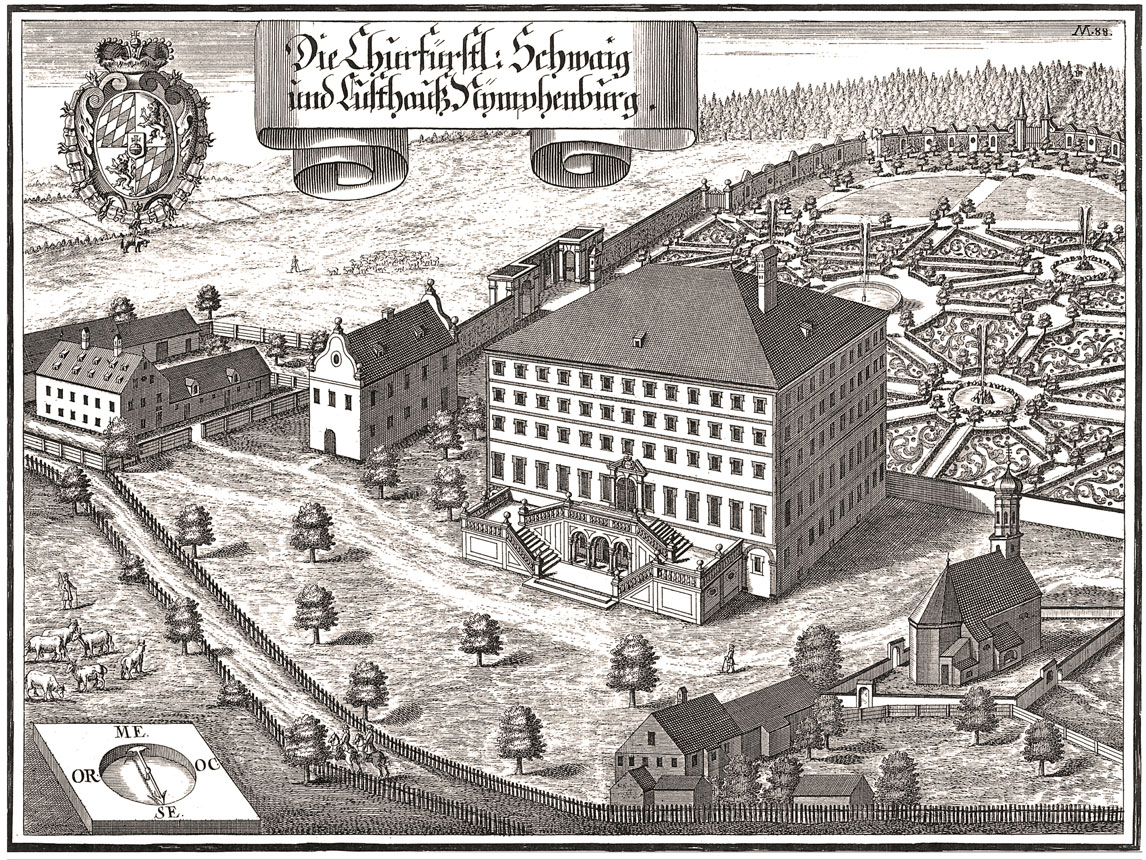
"Озеро та палац курфюрста Німфенбург". Нарис 1701 року.
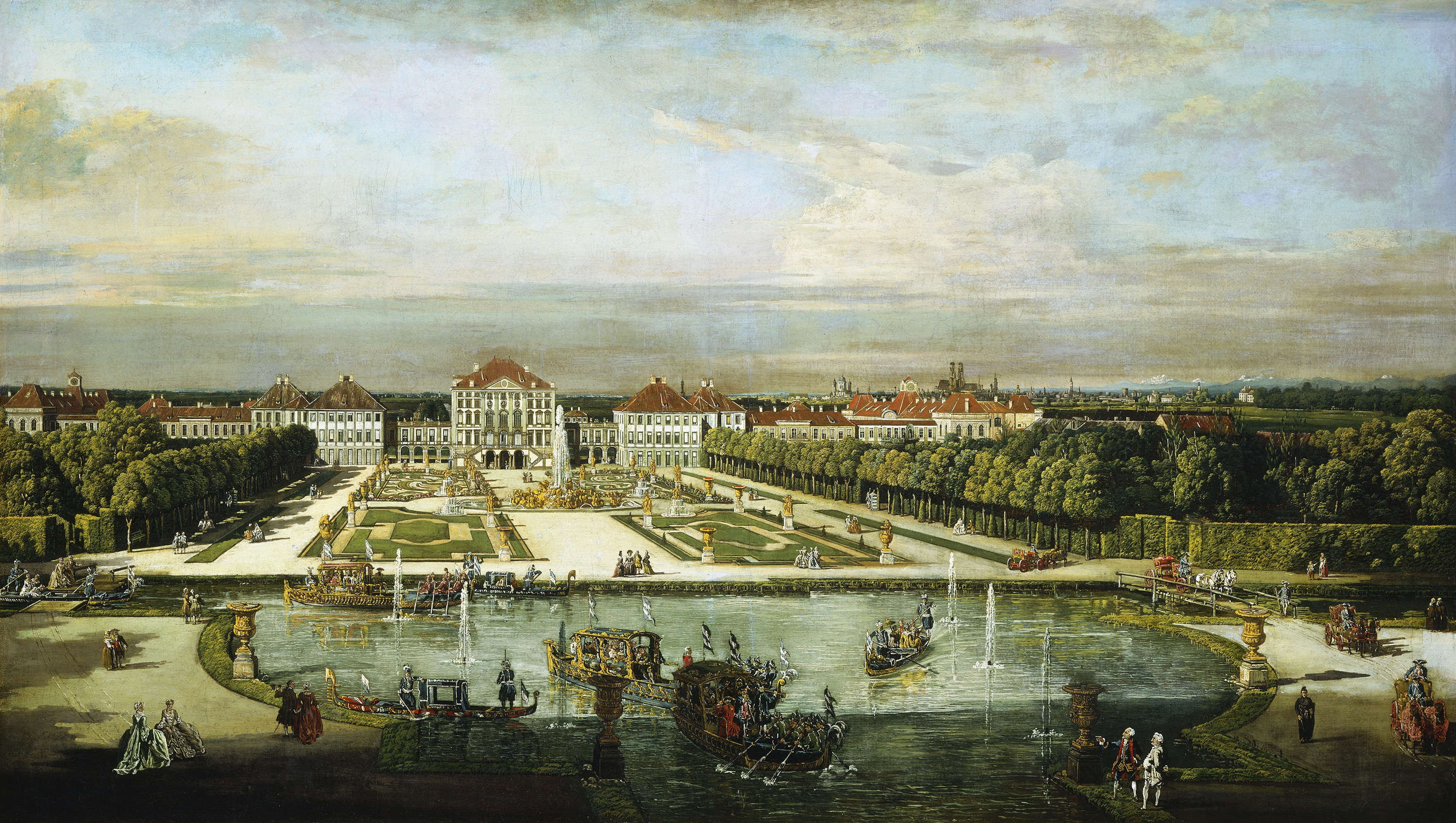
Німфенбург. 1761. Каналетто
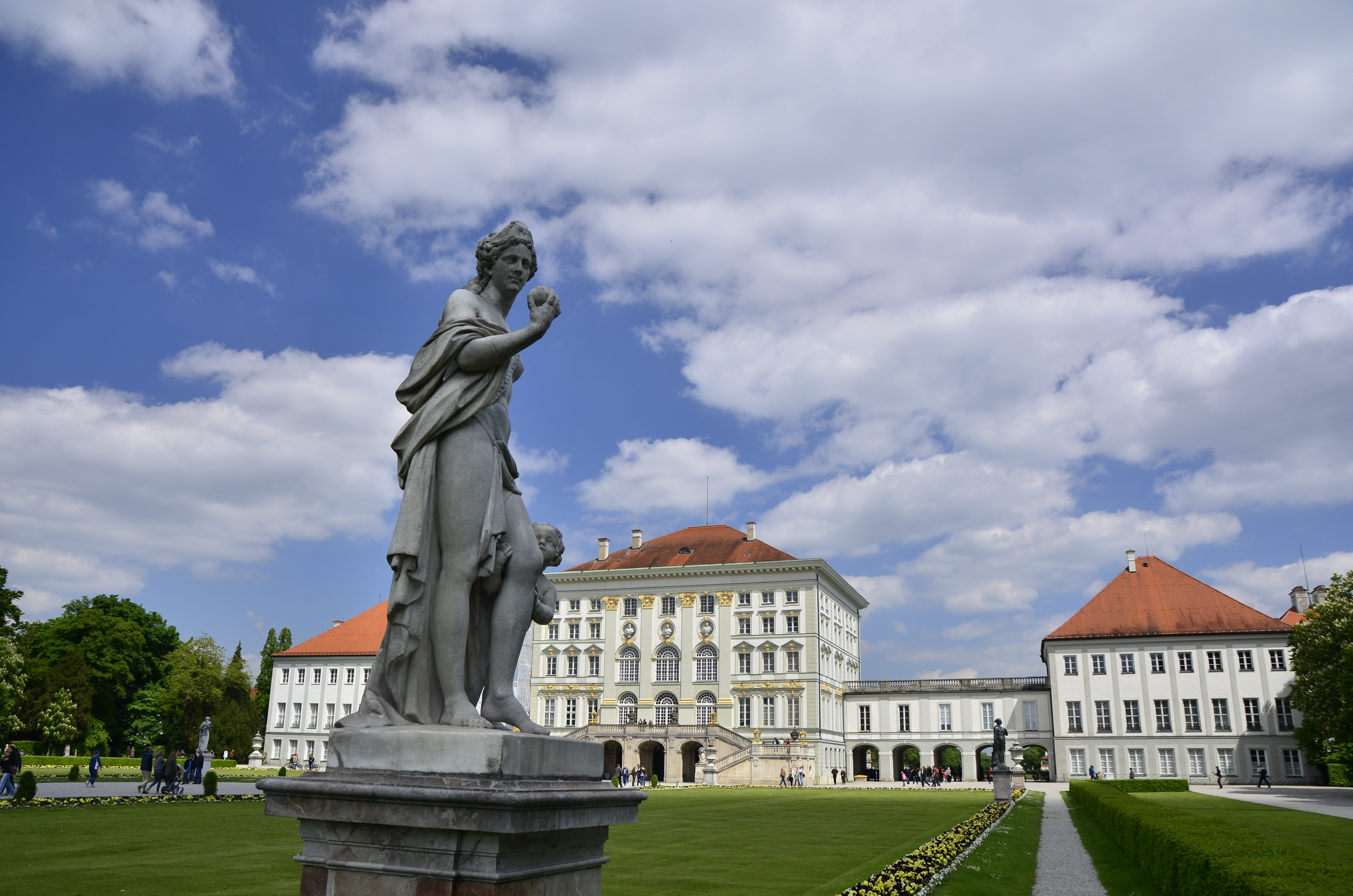
Статуя у палацовому парку
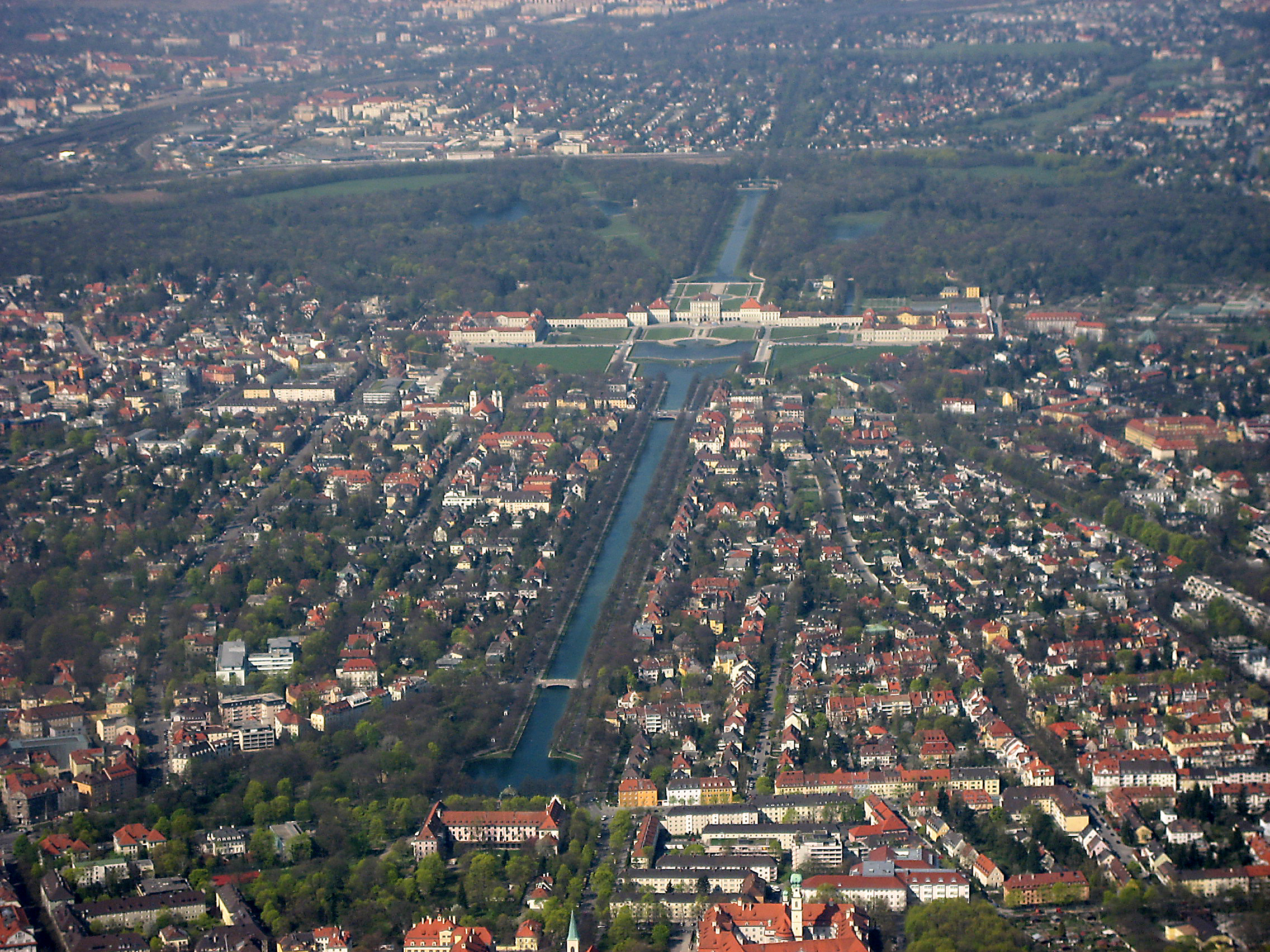
Вигляд палацово-паркового комплексу з висоти пташиного польоту.
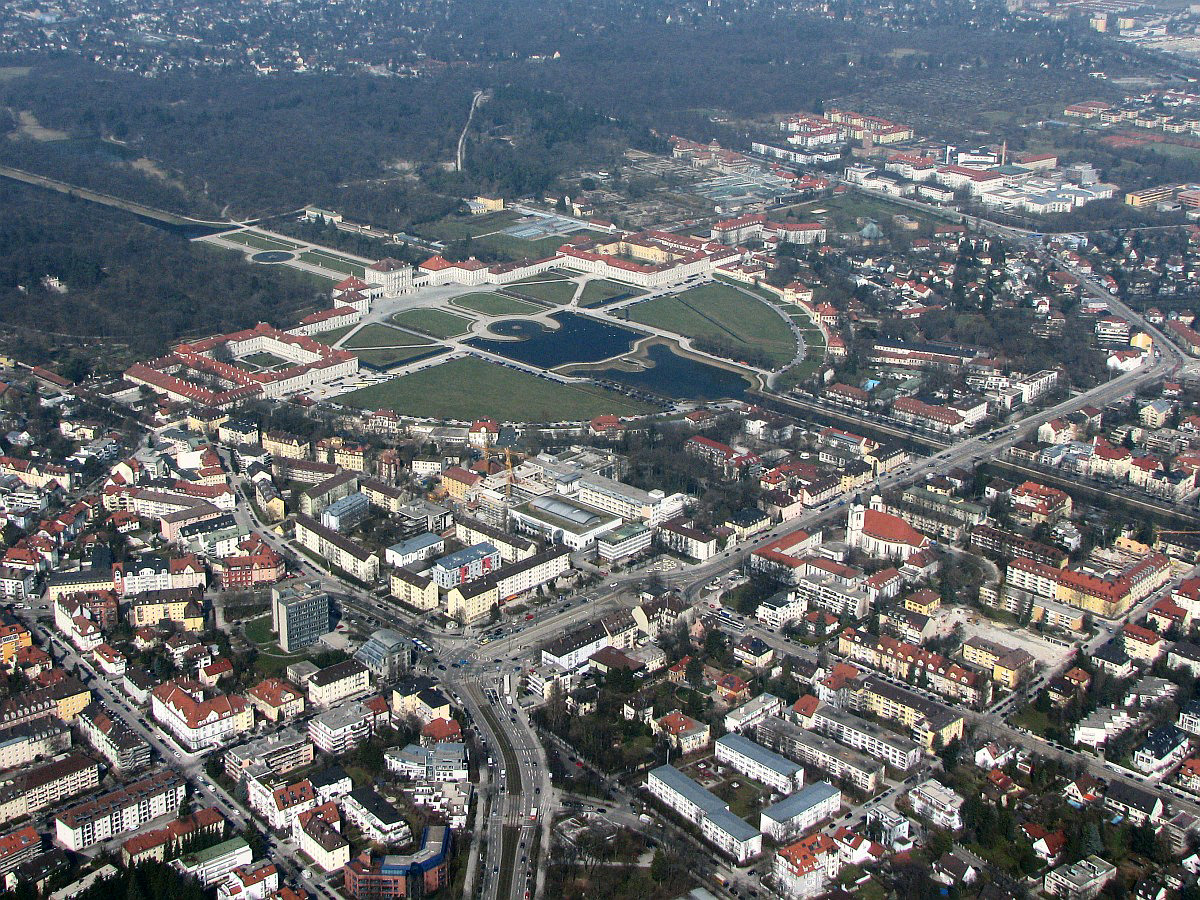
Німфенбург та район Нойхаузен-Німфенбург